# Jan Lembas
Jan Lembas (ur. 16 maja 1914 w Swoszowicach – ob. część Krakowa, zm. 6 maja 2000 w Zielonej Górze) – polski polityk, poseł na Sejm PRL VIII kadencji, w latach 1956–1973 przewodniczący prezydium Wojewódzkiej Rady Narodowej województwa zielonogórskiego, następnie wojewoda zielonogórski (1973–1980). Budowniczy Polski Ludowej.

## Życiorys
Urodził się w rodzinie związanej z Polską Partią Socjalistyczną. Uzyskał wykształcenie średnie ogólne, po czym pracował m.in. w Towarzystwie Ubezpieczeniowym „Feniks” w Krakowie. Wziął udział w wojnie obronnej w 1939, potem do 1945 pracował jako robotnik; był członkiem Armii Krajowej. Po zakończeniu wojny przeniósł się na Dolny Śląsk, gdzie w 1950 ukończył studia w Wyższym Studium Prawa Administracyjnego we Wrocławiu.
Od 1945 należał do Polskiej Partii Robotniczej, a następnie do Polskiej Zjednoczonej Partii Robotniczej. Pracował w administracji państwowej, najpierw w Wydziale Powiatowym w Namysłowie, później jako wicestarosta (1949–1950) oraz przewodniczący prezydium Powiatowej Rady Narodowej w Kożuchowie, następnie w Nowej Soli. Był członkiem egzekutywy Komitetu Powiatowego PZPR. W 1952 został sekretarzem prezydium Wojewódzkiej Rady Narodowej w Zielonej Górze (do 1954). W latach 1954–1956 studiował w Centralnej Szkole Partyjnej PZPR w Warszawie.
Od 1956 do 1973 sprawował funkcję przewodniczącego prezydium WRN w Zielonej Górze, następnie wojewody zielonogórskiego (1973–1980). Był jednocześnie członkiem egzekutywy Komitetu Wojewódzkiego PZPR w Zielonej Górze (1956–1980).
W 1980 w okręgu Zielona Góra uzyskał mandat posła na Sejm PRL VIII kadencji z ramienia PZPR. Zasiadał w Komisji Administracji, Gospodarki Terenowej i Ochrony Środowiska.
Odznaczony m.in. Orderem Budowniczych Polski Ludowej (1974), Orderem Sztandaru Pracy I i II klasy (1964), Krzyżem Kawalerskim i Oficerskim Orderu Odrodzenia Polski, Medalem 10-lecia Polski Ludowej (1955), Medalem im. Ludwika Waryńskiego oraz radzieckim Medalem „Za ofiarną pracę” (1984).
Zmarł w 2000. Został pochowany na Starym Cmentarzu przy ul. Wrocławskiej w Zielonej Górze.